# Sib o Soran (Verwaltungsbezirk)
Sib o Soran (persisch شهرستان سیب وسوران) ist ein Schahrestan in der Provinz Sistan und Belutschistan im Iran. Er enthält die Stadt Sib o Soran, welche die Hauptstadt des Verwaltungsbezirks ist. Der Bezirk grenzt im Süden an Pakistan. 

## Demografie
Bei der Volkszählung 2016 betrug die Einwohnerzahl des Schahrestan 85.095. Die Alphabetisierung lag bei 72 Prozent der Bevölkerung. Knapp 18 Prozent der Bevölkerung lebten in urbanen Regionen.
| Zensusjahr | Einwohnerzahl |
| ---------- | ------------- |
| 2011       | 73.189        |
| 2016       | 85.095        |